# Zahir al-Umar
Dhàhir ibn Úmar az-Zaydaní (àrab: ظاهر بن عمر الزيداني, Ẓāhir ibn ʿUmar az-Zaydānī), conegut com a Zahir al-Umar (àrab: ظاهر العمر, Ẓāhir al-ʿUmar) (Tiberíades, 1690 - Acre, 21 d'agost de 1775) fou un governant beduí del nord de Palestina que va governar bona part del segle xviii, a voltes com a governador otomà, a voltes en rebel·lia.

## Orígens i primers anys
El seu avi i el seu pare van ser multazims (recaptadors) de la regió de Tiberíades. El pare, Umar az-Zaydānī, va exercir el càrrec a Safad del 1698 al 1703, nomenat per Bashir Shihab I (1697-1707), wali de Mont Líban. A la mort del pare, el 1703, el va succeir com a multazim a Safad junt amb altres germans; en aquest temps va créixer el poder del governador otomà de Saïda i va fer front a atacs beduïns contra els pobles de la seva família. La regió de Galilea va esdevenir la seva base de poder. Des d'abans de 1727 Zahir i el seu germà Yusuf es van establir a Tiberíades, que van fortificar (tant la fortalesa com les muralles) i en aquest temps Zahir va signar una aliança amb la tribu al-Sakr de Galilea oriental i alguns altres acords amb les tribus que van evitar els seus atacs. Zahir aviat es va guanyar l'admiració del poble per la seva guerra contra els bandits i saltejadors de carreteres.

## Ascens i consolidació del poder
Des de vers 1730 es va esforçar d'engrandir el seu domini i el 1738 es va apoderar de la fortalesa de Djiddin que controlava la regió de Tarshiha, Wabar i Abu Sinan; poc després va aconseguir rendir Safad. Ara els seus dominis controlaven les comunicacions entre Damasc i Nablus i per extensió entre Damasc i Egipte.
El sultà otomà va enviar al governador de Damas, Sulayman Pasha al-Azam, contra Zahir i el setembre de 1742 una força militar otomana dirigida pel governador va assetjar Tiberíades però va haver d'aixecar el setge al cap de 83 dies perquè havia de sortir la caravana de pelegrins sota el seu control.
El 1743 els otomans acceptaven la situació i Zahir va dirigir la seva atenció a l'oest per apoderar-se de les antigues fortaleses dels croats. Volia controlar la Galilea occidental i Acre amb el lucratiu comerç de cotó. Va establir la seva capital a Deir Hanna i progressivament es va assegurar el control de tota Galilea, tot i que nominalment continuava sent un recaptador otomà i pagava la proporció corresponent de taxes a l'imperi. El 1746 va entrar a Acre i els mercaders de cotó francesos el van nomenar governador; la ciutat fou fortificada i Zahir s'hi va instal·lar definitivament el 1751. Haifa fou llavors dominada per Zahir; es considerava que no era defensable i la ciutat fou arrasada i reconstruïda a un altre lloc a uns 3 km amb fortificacions i un nou port; controlava així els majors ports de la zona i va entrar en contacte amb pirates maltesos.

### Conflictes amb els seus fills
Per salvaguardar els seus interessos a Galilea, especialment després d'haver instal·lat la seva caserna general a Acre, Zahir va col·locar els seus fills (Uthman, Ahmad, Sa'd al-Din.....) en fortaleses estratègiques per tota la regió. A la dècada de 1760 molts dels seus fills van començar a lluitar entre si per poder augmentar els seus territoris, anticipant-se a la mort del seu pare, que ja era ancià.
El 1761, Zahir va fer que Uthman assassinés Sa'd, fins llavors el seu principal assessor i figura clau en els seus èxits, a canvi del control Shefa-Amr.
Zahir va negar tenir implicació en aquest assassinat, fent que Uthman i els seus germans Ahmad i Sa'd al-Din assetgessin Shefa-Amr el 1765, però van ser derrotats.
El 1766 Uthman es va tornar a revelar contra el seu pare, va ser derrotat, i gràcies a la mediació d'Isma'il Shihab van arribar a un acord de pau i reconciliació que atorgava a Uthman el control de Natzaret.

## El cim del seu poder
El 1767 el govern otomà finalment va reconèixer la seva posició de fet, i li va donar el títol de xeic d'Acre, emir de Natzaret, de Tiberíades i de Safad i xeic de tota Galilea. Ja havia concertat llavors una aliança amb els seus veïns del nord els mutawalis (xiïtes del Líban). Havia arribat al cim del seu poder però en cas d'un atac otomà amb tot el seu poder, no podria resistir, per lo qual va demanar el suport d'Ali Bey al-Kabir d'Egipte que s'havia declarat independent. Entre novembre de 1770 i juny de 1771 els egipcis (un exèrcit de 30.000 homes) van ocupar tota Palestina (sanjak de Jerusalem) i vilayats de Tir i Damasc, amb ajut de Zahir. El governador de Damasc Uthman Pasha al-Sadik (o al-Kurzi) va haver de fugir i Damasc fou ocupada i Azamzade Mehmed Pasha va ocupar el govern i es va aliar al xeic Zahir al-Umar. Dirigia les forces egípcies el general Muhammad Bey Abu l-Dhahab que sobtadament va retirar immediata i inesperadament les tropes (es diu que a causa del fet que no volia aparèixer com a rebel contra l'imperi) i va tornar a Egipte. Allí es va enfrontar amb Alí Bey i Muhammad fou exiliat a l'Alt Egipte on va reconstruir les seves forces retornant al nord l'abril del 1772, obligant a Alí Bey a refugiar-se amb el xeic Zahir al-Umar a Acre el 13 d'abril de 1773. Les forces combinades de Zahir, Ali Bey i dels russos (que aleshores estaven en guerra contra l'Imperi Otomà van assegurar el control de Galilea expulsant arreu als otomans; Zahir va poder estendre el seu govern a tota la costa arribant al sud fins a Jaffa i al nord fins a Sidó i enviant les seves forces al Hauran. Un contraatac d'Alí Bey cap a Egipte l'1 de maig de 1773 fou rebutjat per Muhammad i Alí Bey va morir pocs dies després, quedant Muhammad amb el poder assegurat com a shaykh al-balad; va reconèixer la sobirania del sultà i un virrei turc va poder tornar a Egipte encara que fou un titular sense cap poder efectiu (juny de 1773); el tribut anual (irsaliyye), que Alí Bey havia deixat de pagar, fou restablert.

## Decadència i mort
A començament del 1774 el sultà va nomenar a Zahir governador de Sidó, suposadament per guanyar temps mentre s'ajustava la pau amb Rússia. La guerra entre l'imperi i Rússia es va acabar aquell mateix 1774 i Zahir al-Umar es va trobar sense cap suport exterior.
L'Imperi va enviar a Muhammad d'Egipte contra Zahir (segons ell mateix va fer córrer, però potser fou per iniciativa pròpia de Muhammad): el maç del 1775 va iniciar una invasió de Palestina, amb l'objectiu d'enderrocar al xeic Zahir al-Umar i va ocupar Jaffa. Zahir va fugir i Muhammad es va dirigir a la capital, Acre que va ocupar i saquejar. Però Muhammad va morir sobtadament el 8 de juny de 1775 i els egipcis es van retirar, retornant Zahir. Fou un curt respir doncs una força naval otomana manada pel kapudan pasha Hasan va conquerir Acre (agost de 1775) i Zahir fou mort quan fugia (21 d'agost de 1775)